# 尼娜·邦纳
尼娜·邦纳（英語：Nina Bonner，1972年3月25日—），来自新南威尔士，澳大利亚前女子曲棍球运动员。她曾代表澳大利亚国家队参加2002年英联邦运动会曲棍球比赛，获得一枚铜牌。